# Quatre-de-chiffre
Ne doit pas être confondu avec Quatre de chiffre

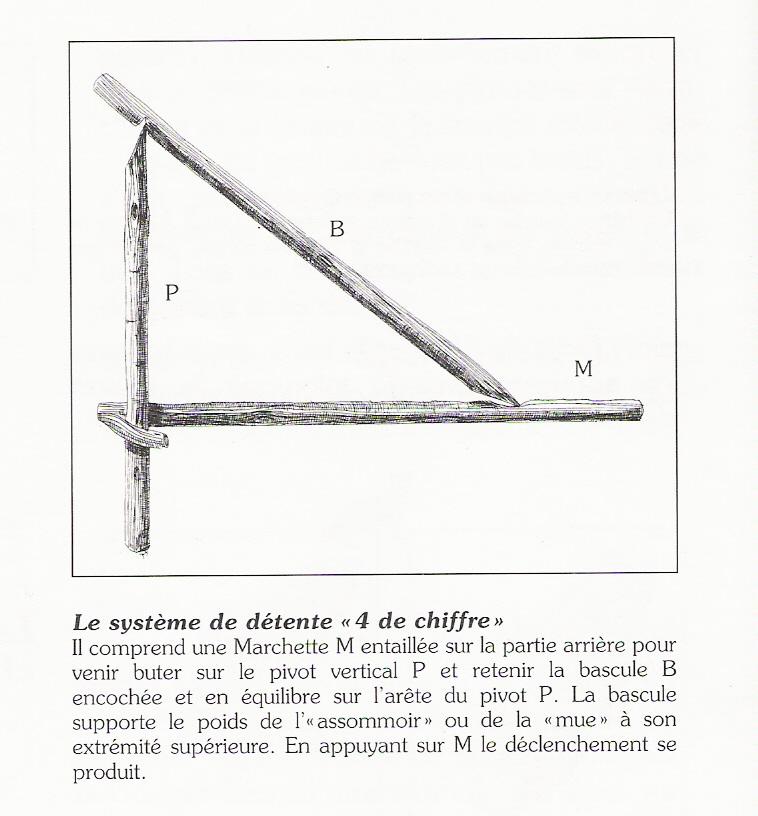

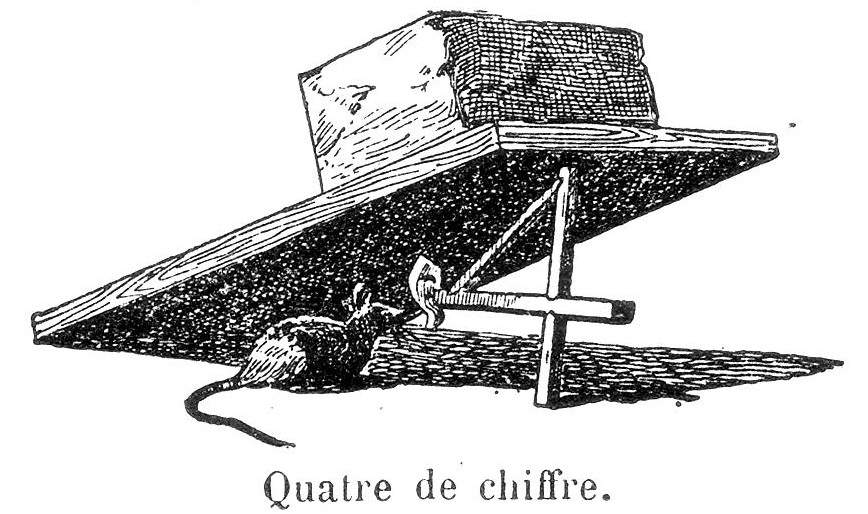

Le quatre-de-chiffre est essentiellement un piège destiné à tuer des petits animaux nuisibles en les écrasant sous un objet lourd (grosse pierre, tronc d'arbre, brique). Ce poids est appuyé au sol à une extrémité et supporté par trois petits bâtons de bois assemblés en forme de chiffre quatre, d'où son nom.
Les bâtons de bois sont taillés de façon particulière, avec des encoches et des pointes, de façon à former un assemblage fragile qui se défait très facilement, laissant tomber l'objet lourd sur l'animal. L'extrémité  de la pièce horizontale (équivalente à l'extrémité droite du chiffre "4") est appâtée et placée sous l'objet lourd. Cette extrémité étant très fragile, déclenchera le piège facilement lorsque l'animal tente de manger l'appât sous l'objet lourd.
Ce piège étant très facile à confectionner à partir de branches d'arbres, d'un canif et d'une pierre lourde ou d'un tronc d'arbre, il est utilisé par plusieurs campeurs et autres adeptes de plein-air.

## Autre utilisation
Ce système est aussi utilisé en horlogerie, dans d'anciens mécanismes pour déclencher par exemple une sonnerie sur une clepsydre à tambour.
Commentaire

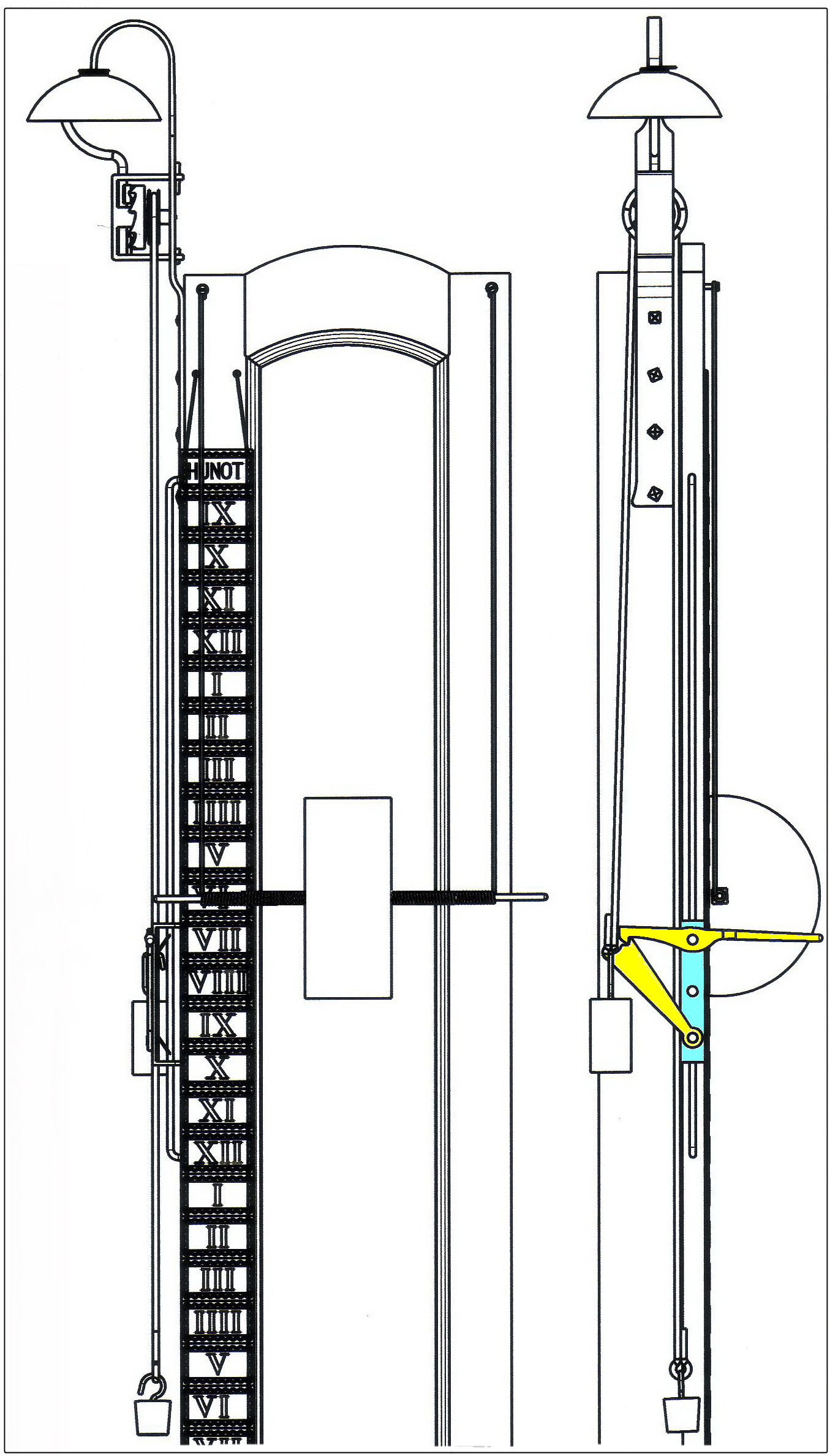
Quatre-de-chiffre (surligné) de clepsydre à tambour.

Le cylindre pesant en descendant vient agir sur le levier horizontal qui se soulève et libère le bras oblique cranté qui, lui-même, libère en pivotant le poids de commande du mécanisme de sonnerie.  